# 牛田浄水場
牛田浄水場（うしたじょうすいじょう）は、広島県広島市東区牛田新町にある、広島市水道局が管理する浄水場。

## 概要
太田川水系旧太田川（本川）上流部の左岸側にあたる、牛田地区にある。北方に本川と太田川放水路分岐、南方に本川と京橋川分岐がある。西側に祇園新道や広島高速交通広島新交通1号線（アストラムライン）が通っている。
近代水道百選の一つ。1898年（明治31年）大日本帝国陸軍の「広島軍用水道」が整備された時に建設された市内最古の浄水場であり、広島市水道局としては市内唯一の戦前に竣工された浄水場である。100年を超える歴史を持ち、1945年（昭和20年）広島市への原子爆弾投下で被爆した歴史を持つが、創設から現在まで不断水を続けている。
敷地内にある広島市水道資料館・別館および旧濾過調整池上屋や旧水道管は、「広島市所管の近代水道関連遺産」として近代化産業遺産に選出された。また建物のみ原爆被災した被爆建物として広島市に登録されている。

## 歴史
広島水道創設当初からある浄水場であることから、牛田浄水場のことだけでなく一部広島市上水道の歴史も記載する。

### 前史
広島は太田川下流域の三角州に形成された街であり、海に近いため井戸からも良質な飲用水を取ることができず、住民は不衛生な川水を飲用するしかなかった。江戸時代において、縮景園を整備した広島藩7代藩主浅野重晟は、園内に新鮮な水を導いれること思いつき、文化4年（1807年）牛田の清水谷から園まで竹管を主な材料として導水路を整備した。これが広島における最初の水道にあたる。ただこの導水路は早々に休止している。
明治に入り、不衛生な川水を飲料することで起こる伝染病の流布を懸念し、1889年（明治22年）市制施行して以降、市民からの水道建設の要望が高まった。
一方で1888年（明治21年）広島を拠点に大日本帝国陸軍第5師団が発足すると、広島には陸軍関連の施設が建てられていった。1889年、後に浄水施設が建設される安芸郡牛田村一帯は陸軍省の用地となっていった。1890年（明治23年）その第5師団長野津道貫中将により鍋島幹県知事に対し水道布設を要望している。
1894年（明治27年）4月、広島市は内務省衛生局のお雇い外国人であるウィリアム・K・バートン顧問技師（「バルトン」として知られる）に上水道布設計画を依頼する。バルトンは同年12月広島市に計画案を提出する。ただ、市の財政的な問題から早急な市水道布設実現はこの時点では不可能と思われた。

### 日清戦争と伝染病
バルトンへの依頼3ヶ月後にあたる1894年（明治27年）7月、日清戦争勃発。同年6月山陽鉄道広島駅開業、同年8月宇品線開通、宇品港（現広島港）が軍用港に指定され、同年9月には広島大本営が設置され、明治天皇が広島で統帥することになった。
この時期、広島では伝染病が流行した。1895年（明治28年）3月から同年11月にかけて、県内で3,910人（死者2,957人）、うち市内1,308人のコレラ患者が発生した。これは日清戦争末期から終戦後兵士が帰国してきた期間に重なり、つまり戦地で伝染病にかかり帰国後蔓延したということになる。更に、大本営参謀総長である有栖川宮熾仁親王が広島で発症した腸チフスで1895年1月に死去するなど、指揮にも影響していた。
そこで陸軍は伝染病対策に動く。戦争帰還兵に対して検疫をおこなう「似島検疫所」が1895年4月にでき、後藤新平陸軍検疫部事務局長による指揮のもと急速に伝染病対策が図られる。また陸軍による市街地の徹底消毒も行われた。
こうした広島が軍都として急速に発展していく中で、陸軍司令部が置かれた広島城や陸軍の兵站拠点となった宇品港へ上水を送るだけでなく、広島市内に蔓延する伝染病を撲滅のため、きれいな水が大量に必要となり、早急な上水道布設の必要に迫られた。

### 創設

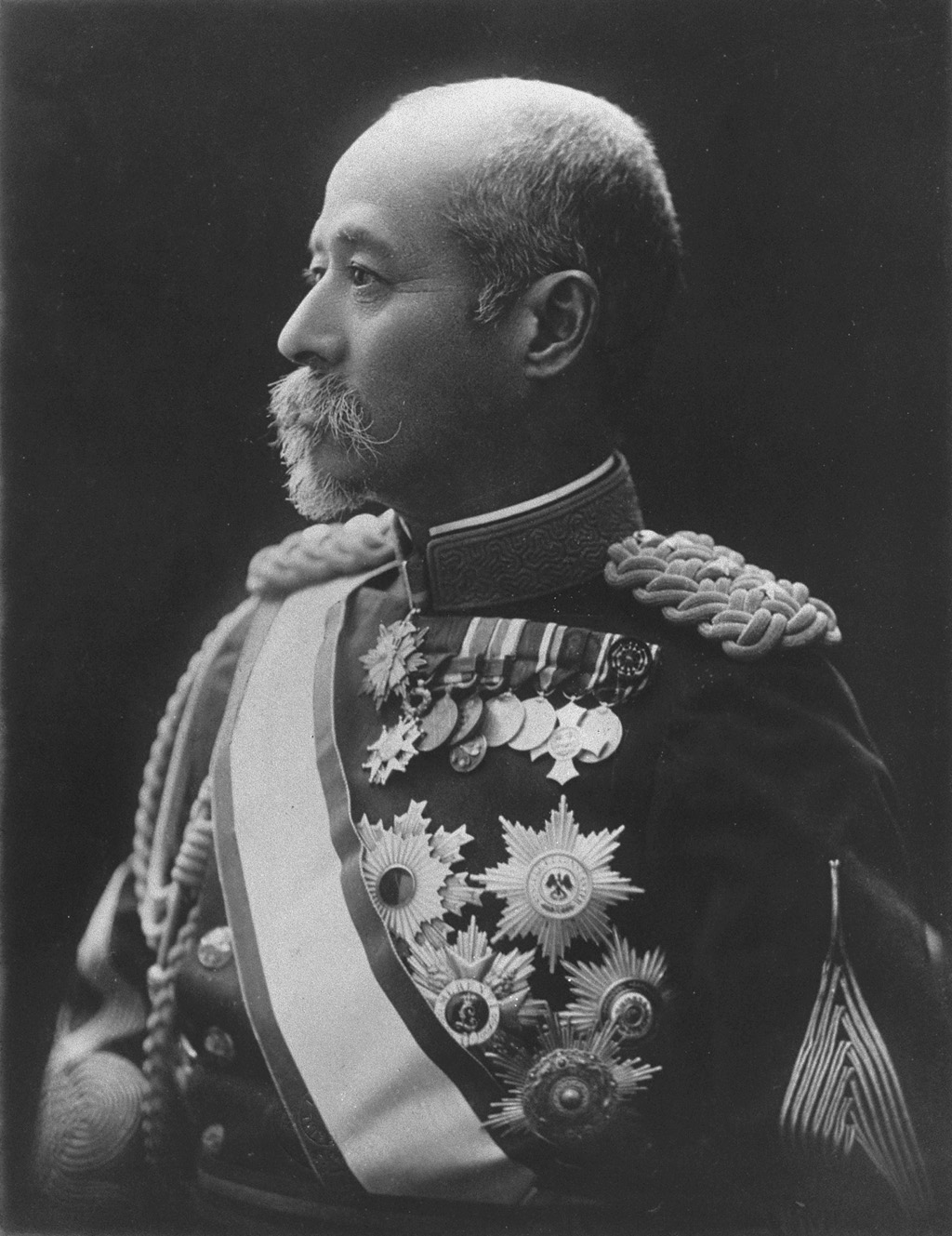
児玉源太郎 臨時広島軍用水道敷設部長

1895年（明治28年）7月、バルトンの布設計画案を基に広島市水道布設を広島市議会で決議、全工事費95万円のうち2/3を国庫で補おうと関係省に申請したものの却下された。
そこへ同1895年11月「明治天皇の勅令」である"勅令第157号臨時広島軍用水道布設部官制"公布により国営工事で広島軍用水道布設という異例の形で上水道建設が決定された。1896年（明治29年）5月1日起工、1898年（明治31年）8月12竣工。全工費639,845円で全て国費。なお臨時広島軍用水道敷設部の幹部職員は下表のとおり。
| 部長（兼） | 陸軍中将     | 児玉源太郎 |  |          |          |          |
| 副部長     | 陸軍歩兵大尉 | 高田善一   |  | 工事科長 | 工学博士 | 吉村長策 |
| 事務官     | 法学士       | 岡喜七郎   |  | 技師     | 工学士   | 吉原重長 |
うち、軍用水道布設計画は吉原重長が立案、つまり牛田浄水場の設計はバルトンではなく吉原が行なっている。
あわせて軍用水道に接続する形で市水道も整備されることになり、野村靖内務大臣および大山巌陸軍大臣の特許、児玉源太郎軍用水道敷設部長監督のもと軍用水道と同日着工、軍用水道と同日竣工した。全工費294,065円で全て市債による。ちなみにこれは、横浜・函館・長崎・大阪に次いで全国5番目の近代水道創設であった。
同1898年8月25日、軍用水道および市水道の竣工式および通水式がここ牛田浄水場で行われた。同年9月から軍用水道は広島市に貸与され、市が管理することになった。市水道の市内への通水は1899年（明治32年）1月から開始した。

### 近代
1920年代ごろの上水施設は、まず太田川の牛田村字神田、現在の日通寺下流側にあった水源地（取水施設）で取水、現在の牛田浄水場の位置に沈でん池が、現在の新牛田公園の位置に"ろ過池"（下の1974年空中写真参照）があり、現在も同地にある牛田配水場まで送水し、そこから給水した。主要な給水管は、軍用水道は広島城およびその周辺の陸軍施設への給水と広島駅およびその裏手の東練兵場から宇品港（広島港）への給水、市水道は軍用水道と接続延長し主要幹線道路下に配置された。
日露戦争以降更に軍都として発展し、それに加えて市町村合併に伴い爆発的に人口が増え給水危機に陥ったため、1908年（明治41年）・1924年（大正13年）・1935年（昭和10年）と3度にわたり拡張工事を行った。更に、従来の牛田水源地だけでは対応できないことから、1933年（昭和8年）上流の原水源地（現安佐南区東原・西原）でも取水するようになった。市の西方面の給水をカバーするため1935年己斐配水池が竣工した。
終戦ごろの最大給水量は10.6万m3/日にまでなった。

### 原爆被災

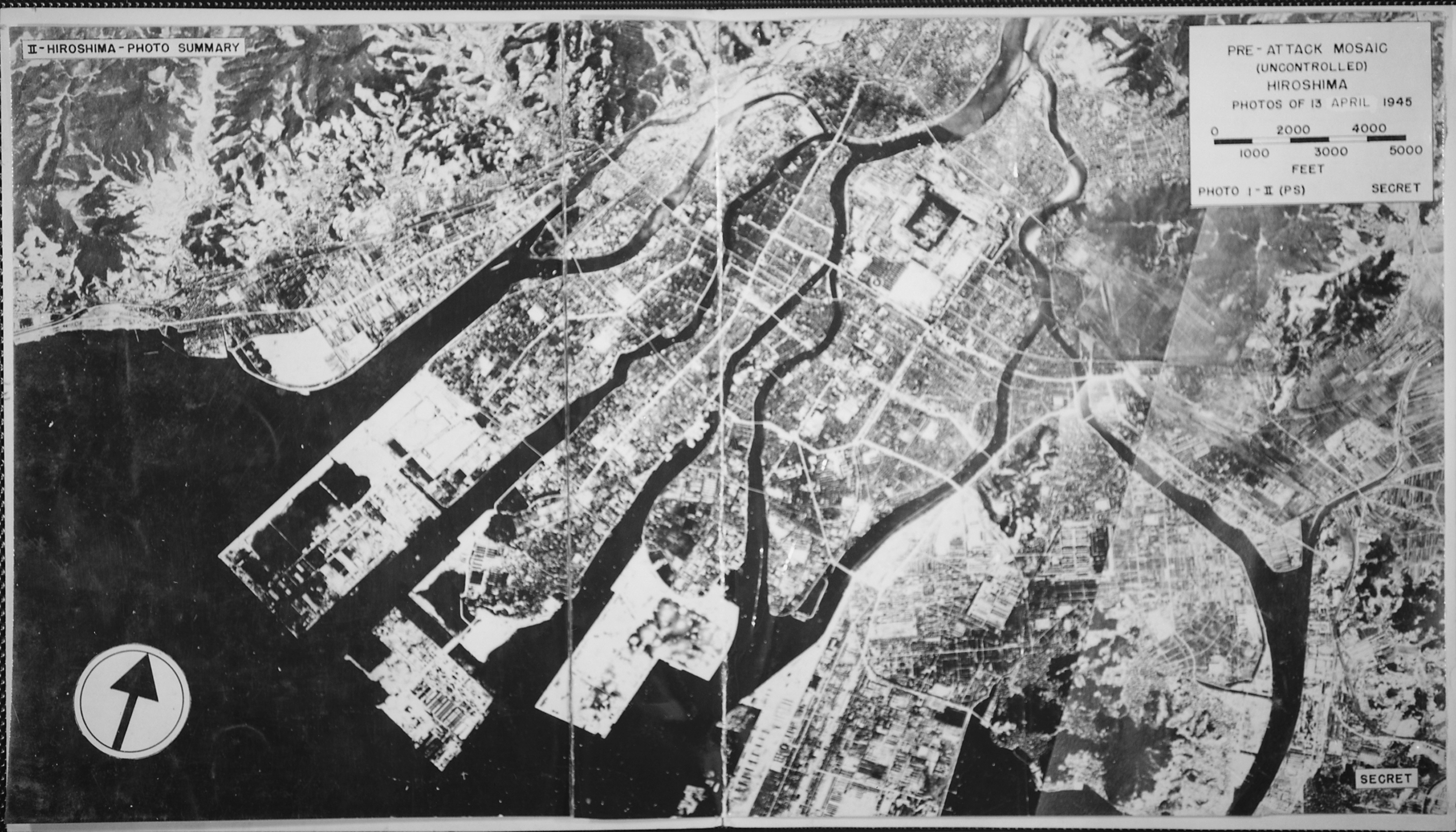
米軍が撮影した原爆投下直前。川の最上流部右に複数ならぶ"ろ過池"が見える。
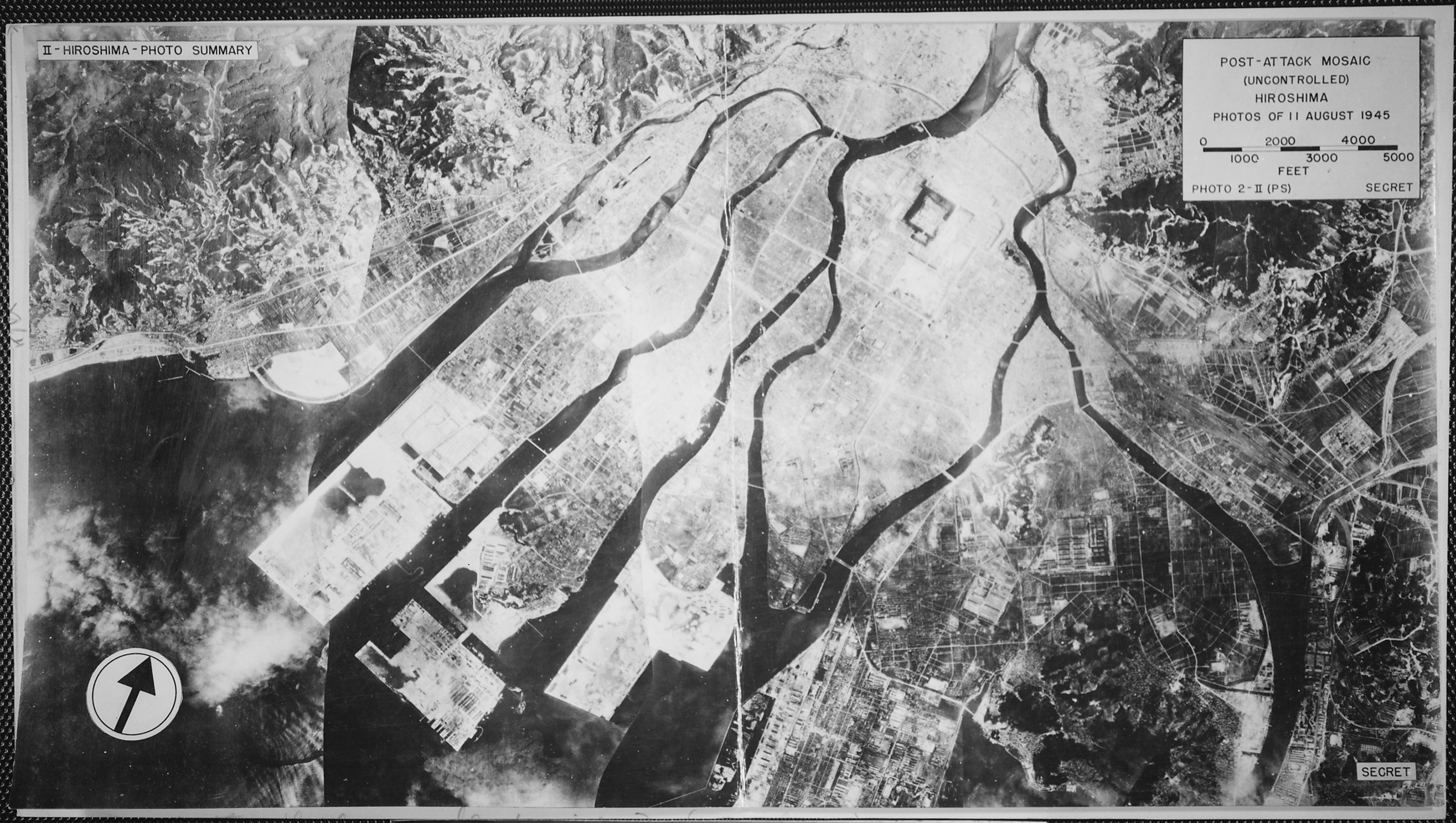
直後。

1945年（昭和20年）8月6日被爆。爆心地から約2.77kmに位置した。
鉄筋コンクリート建物は半壊程度だったが木造建物は全壊し、爆風によりポンプや電気系統は破損し送水停止した。致命的な火災からは免れている。水源地（取水場）は送電線が断絶した影響で一部配電設備に被害があったものの、爆心地から遠かったため被害は小さかった。牛田配水池も被害は軽く、配水池に残った上水で辛うじて給水が続けられていた。
そこへ生き残った水道部職員で懸命な復旧作業を行い、これに陸軍船舶兵（暁部隊）も手伝った。当時復旧作業を行った水道部技術職員の記録が残っている。当日勤務し当地で被爆したある職員は、ポンプ室の屋根が部分的に崩壊したこと、ポンプの揚水弁3つとも閉鎖したこと、配水池は無事だったがこのままでは水がなくなってしまう恐れがあったことから配水弁を絞ったこと、を手記に残している。当日非番で別の場所で被爆した職員も駆けつけ復旧作業を行った。なお広島市公式資料である#原爆戦災誌や水道局技術職員の記録には残っていないが、牛田地区は被爆1～2時間後に3分程度のごく短い間黒い雨が降ったという被爆者の証言がある。
被爆6時間後の同日午後2時には内燃機送水ポンプにて牛田配水池への送水運転開始、夕方には送水ポンプ3台稼働させ給水量は4割まで回復した。なお基町にあった水道部庁舎は全壊、水道部全職員186人のうち被爆により83人が死亡した。
ただ、市中心部では被爆によりあちこちの水道管が壊れていたため上水が届かず、水を求める被爆者は次々と川へ飛び込んだ。さらに同年9月の枕崎台風でも市内水道橋が落橋するなど被害を受ける。水道部職員は翌1946年（昭和21年）4月上旬まで応急修理を行い、市内全域まで復旧した。
この間、水道が止まらなかったことがその後の復興に大きな後押しとなった。

### 現代
1949年（昭和24年）8月広島平和記念都市建設法が公布・施行され、市への国有財産無償譲与を認められた。このあたりの旧軍用地は、1952年（昭和27年）から1956年（昭和31年）にかけて譲与された。1952年には広島市水道局が発足する。
戦後は人口の増加により市内の上水道は更に整備され、1960年代以降、他の浄水場も整備された。それに伴い牛田浄水場の給水区域も小さくなっていった。また、牛田および原取水場は河川改修によりなくなり、1958年（昭和33年）戸坂取水場が竣工され取水を開始、1966年（昭和41年）黄金山配水池が竣工され運用開始するようになった。
1980年代に祇園新道の建設が進み、浄水場の敷地に道路が通ることとなった。この際に敷地の半分以上が道路や公園などの公共施設となり、それに合わせて1985年（昭和60年）7月水道資料館が開館したことで現在の状況となった。
2009年（平成21年）、市水道局は市水道体系の更新計画である「広島市水道ビジョン」を発表。老朽化に伴う府中浄水場の廃止を決定し、代わりに牛田浄水場が広島市東部全域および安芸郡府中町・坂町全域をカバーする予定となっている。

## 施設

### 諸元
2012年現在。
- 敷地面積：94,495.88 m2[2]
- 標高：+4.50mから+51.65m（配水池含む）[2]
- 処理方式：急速ろ過方式[4]
- 給水量：110,000 m3/日[4]
- 給水区域
  - 広島市東部（南区全域、東区・中区・安芸区のそれぞれ一部）[4]
  - 安芸郡府中町・坂町[4]
- 取水地：戸坂取水場（東区）[2]
- 配水池：牛田配水池（牛田浄水場内、東区）、黄金山配水池（南区）[4]

次に戦前の軍用水道布設における設計上の諸元を列挙する。
- 給水想定 : 広島市全部および陸軍各兵営 12万人分
- 給水量 : 平均300,000立方尺/日（約8,348 m3/日）、最大450,000立方尺（約12,522 m3/日）
- 取水地 : 牛田水源地（安芸郡牛田村字神田）
- 沈でん池 : 160尺×130尺×13尺×2池 （48.4m×39.4m×3.9m×2）
- ろ過池 : 210尺×120尺×9.5尺×5池(内1池予備) （63.6m×36.4m×2.9m×5）
- 配水池 : 牛田配水池（現在地）

### 浄水施設
主なもののみ。2012年現在。
| 施設名          | 標高   | 構造             |                                                 |
| --------------- | ------ | ---------------- | ----------------------------------------------- |
| 混和池          | +9.30m | 鉄筋コンクリート | 5.7m×6.3m×5.35m×1池                             |
| フロック形成池  | +9.30m | 鉄筋コンクリート | 19.9m×18.1m×4.8m×2池                            |
| 沈でん池        | +9.30m | 鉄筋コンクリート | 19.9m×30.05m×6.2m×2池                           |
| 急速ろ過池(1系) | +4.50m | 鉄筋コンクリート | 開放型多孔管式 9.3m×7.9m×8池(内1池予備)         |
| 急速ろ過池(2系) | +4.50m | 鉄筋コンクリート | 開放型有孔ブロック式 7.6m×11.1m×10池(内1池予備) |
| 浄水池          | +4.50m | 鉄筋コンクリート | 48.0m×61.0m×2m(有効水深)×1池                    |

### 配水池
ここでは同敷地内の牛田配水池のみを示す。2012年現在。総有効容量：36,230m3 
| 施設名    | 標高    | 構造                       |                             |
| --------- | ------- | -------------------------- | --------------------------- |
| 第1配水池 | +51.65m | アーチ型切石積コンクリート | 19.91m~18.99m×99.67m~98.71m |
| 第2配水池 | +51.65m | 鉄筋コンクリート           | 19.74m×99.07m               |
| 第3配水池 | +51.65m | アーチ型切石積コンクリート | 30.48m×55.64m~54.86m        |
| 第4配水池 | +51.65m | 鉄筋コンクリート           | 27.9m×74.7m                 |
| 第5配水池 | +51.65m | 鉄筋コンクリート           | 35.0m×80.0m                 |

### 水道資料館
資料館は、元々1924年（大正13年）建造の牛田配水池への送水ポンプ室。別館は、元々1898年（明治31年）建造の牛田水源地竣工時からある量水室。
1945年8月6日被爆、双方とも爆心地から約2.80kmに位置した。爆風により屋根や扉は大破したものの全倒壊は免れた。ポンプも破損したがその後の復旧作業により6時間後には配水池への送水を開始している。量水室の方は1972年（昭和47年）まで使用された。
祇園新道建設により浄水場の敷地が縮小され、歴史的な建物が取り壊されてしまったことを期に、水道関連の資料を保存公開する資料館として1985年7月に開館した。1993年広島市により被爆建物リストに登録。2009年には建物および公開資料が経済産業省により「広島市所管の近代水道関連遺産」として近代化産業遺産に選出された。
資料館は赤レンガ張りの鉄筋コンクリート構造2階建、別館は鉄筋コンクリート構造平屋建。資料館では水道の歴史の他に、水道創設時に使われた鉄管や、被爆時の送水ポンプの運転日誌である「内燃機動送水喞筒運転日誌」、その他水に関する市民の作品などを展示している。また別館はビデオルームとなっている。入場無料

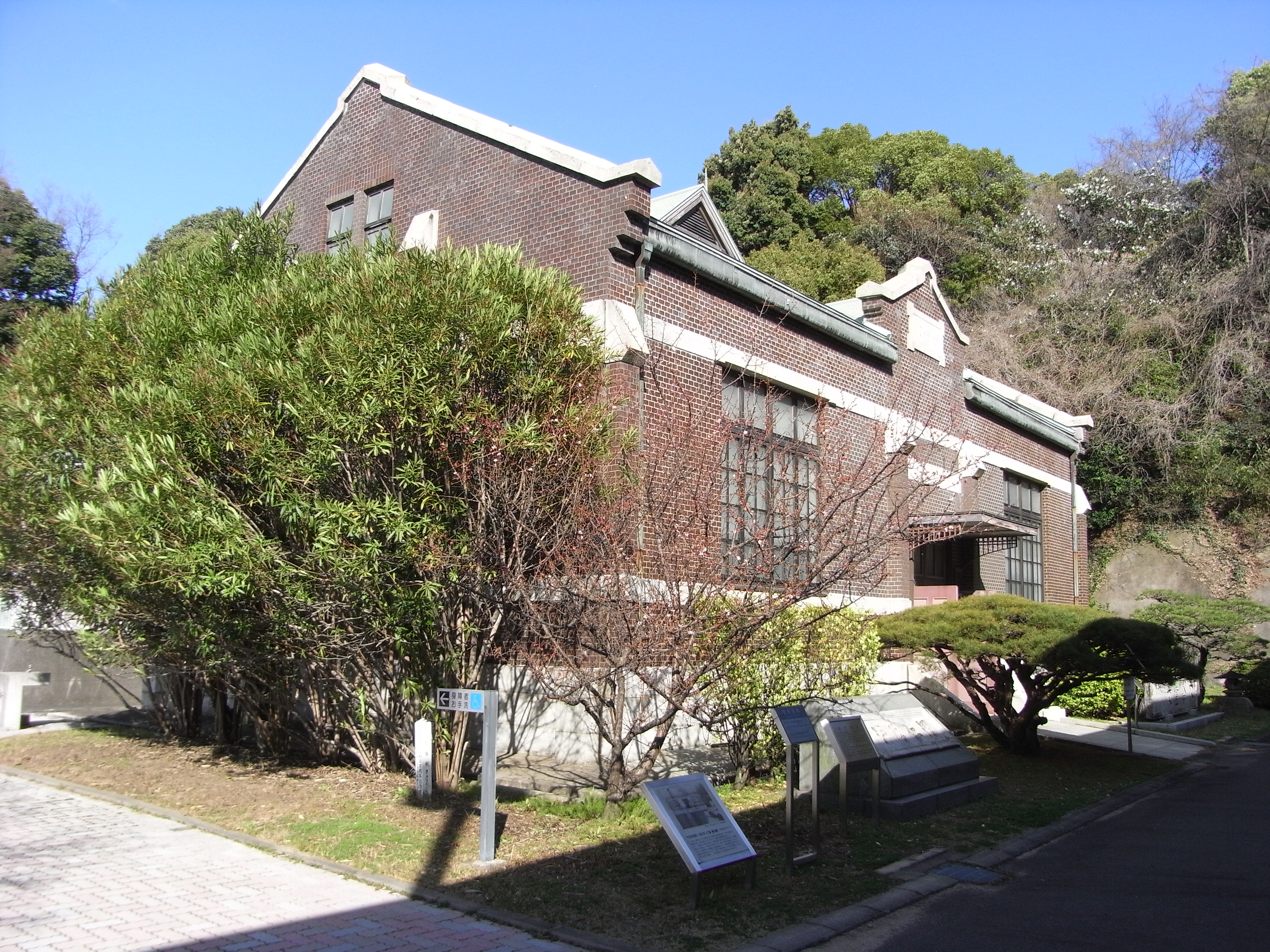
水道資料館
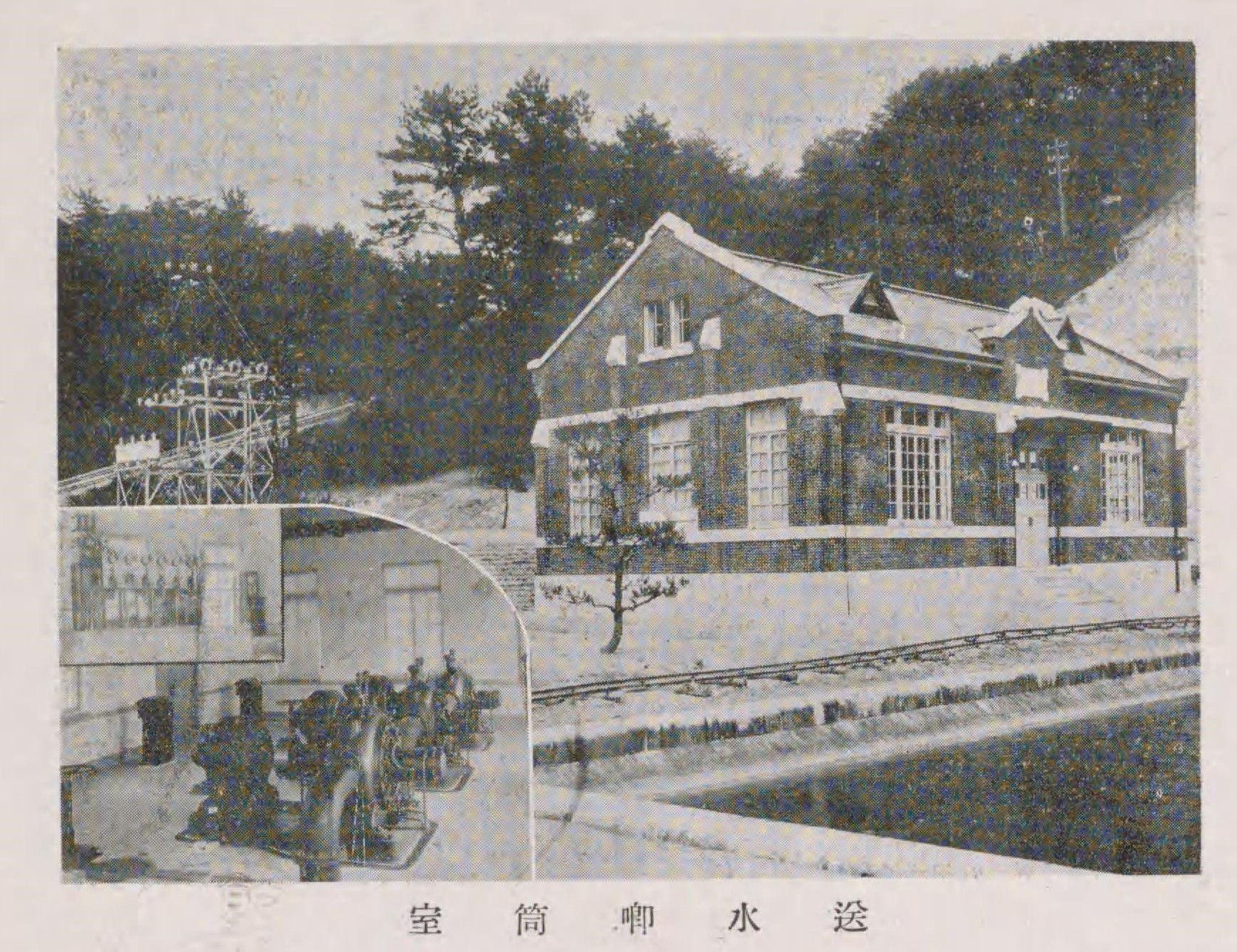
1930年代の送水ポンプ室、現在の資料館。
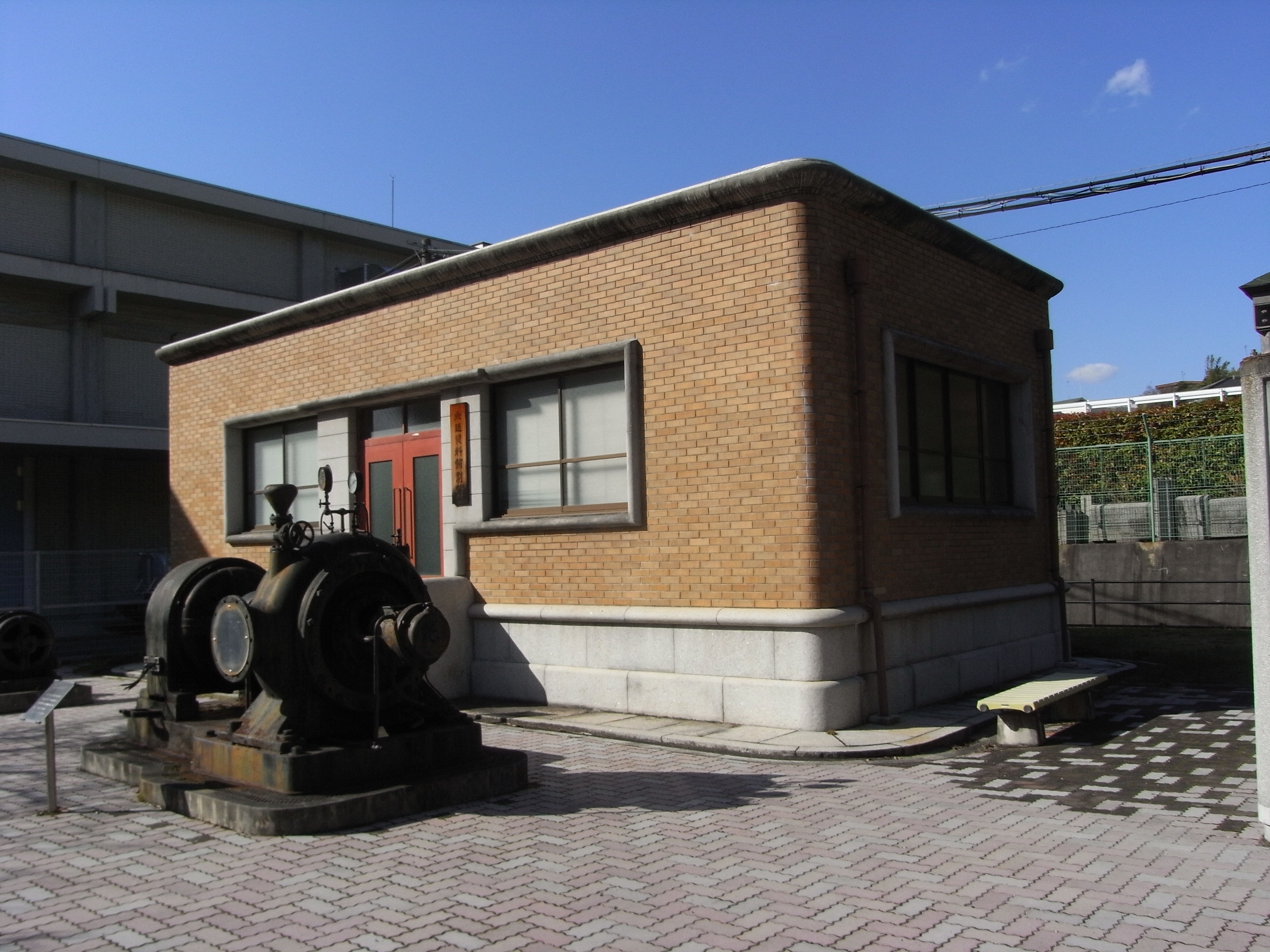
別館

### 旧濾過調整池上屋
1898年（明治31年）牛田水源地竣工時からあるろ過調整池と、1924年（大正13年）拡張工事により設置された上屋である。上屋は煉瓦造平屋建、ろ過池の壁面は花崗岩切石が用いられている。現在は未使用。
これも資料館同様、1945年に被爆（爆心地から約2.77km）し、1993年に被爆建物リスト登録、2009年には近代化産業遺産に選出された。

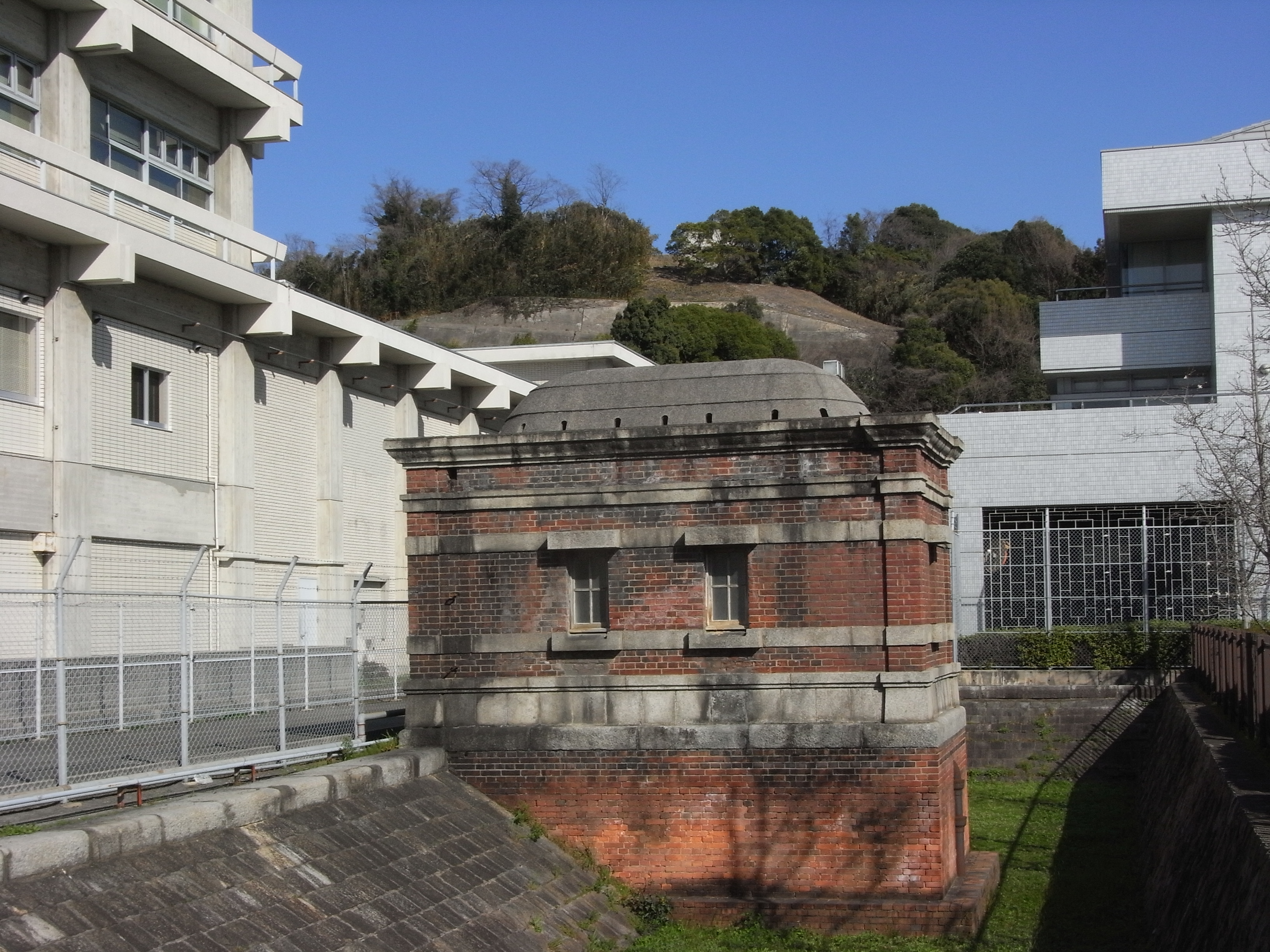
旧濾過調整池上屋
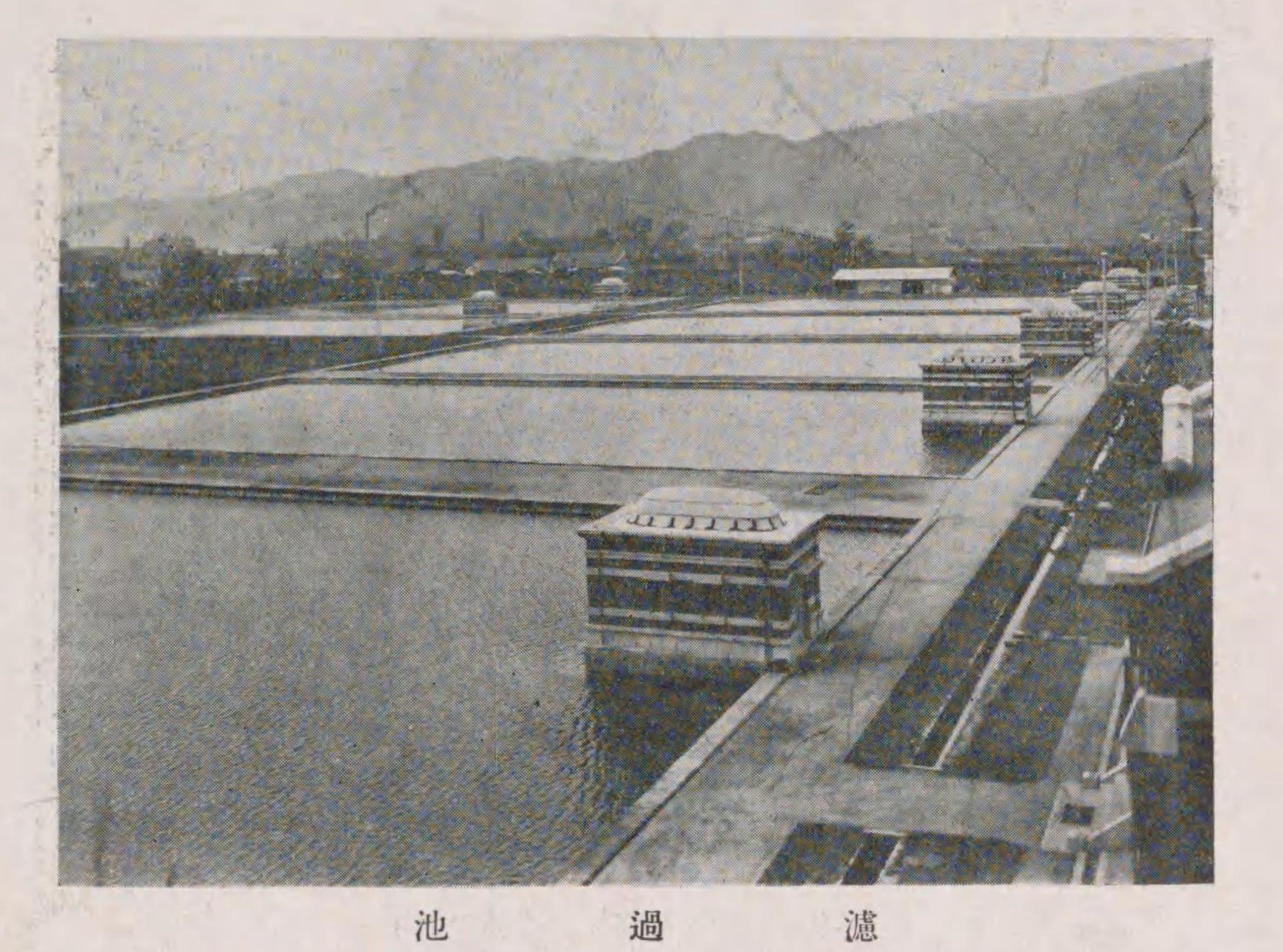
1930年代

### 神田神社分社
1503年（文亀3年）安芸武田氏当主武田元繁が佐東銀山城（武田山、安佐南区）の守護神として甲斐国から神田八幡宮を勧進、現在の東区スポーツセンターあたりに奉遷した。
1889年（明治22年）この付近が軍用地となり、牛田・白島・宇品の三町村民協議の結果、神田神社は宇品へ移転した。これを惜しんだ地元住民により軍用地のそばに神田神社の分社が祀られた。戦後、軍用地が市に払い下げられ再整備された際にその分社一帯は浄水場敷地内となり、現在の神田神社分社となった。8月6日の広島平和記念式典では、ここの手水鉢から献水を供えている。

### その他

#### 石額
広島軍用水道布設つまり明治天皇の勅令を実現させた当時の伊藤博文内閣総理大臣と児玉源太郎陸軍中将兼広島軍用水道施設部長の2人と、のちの広島市水道拡張工事の際にこの地を訪れた記念として後藤新平逓信大臣が書いた石額が浄水場内に残っている。

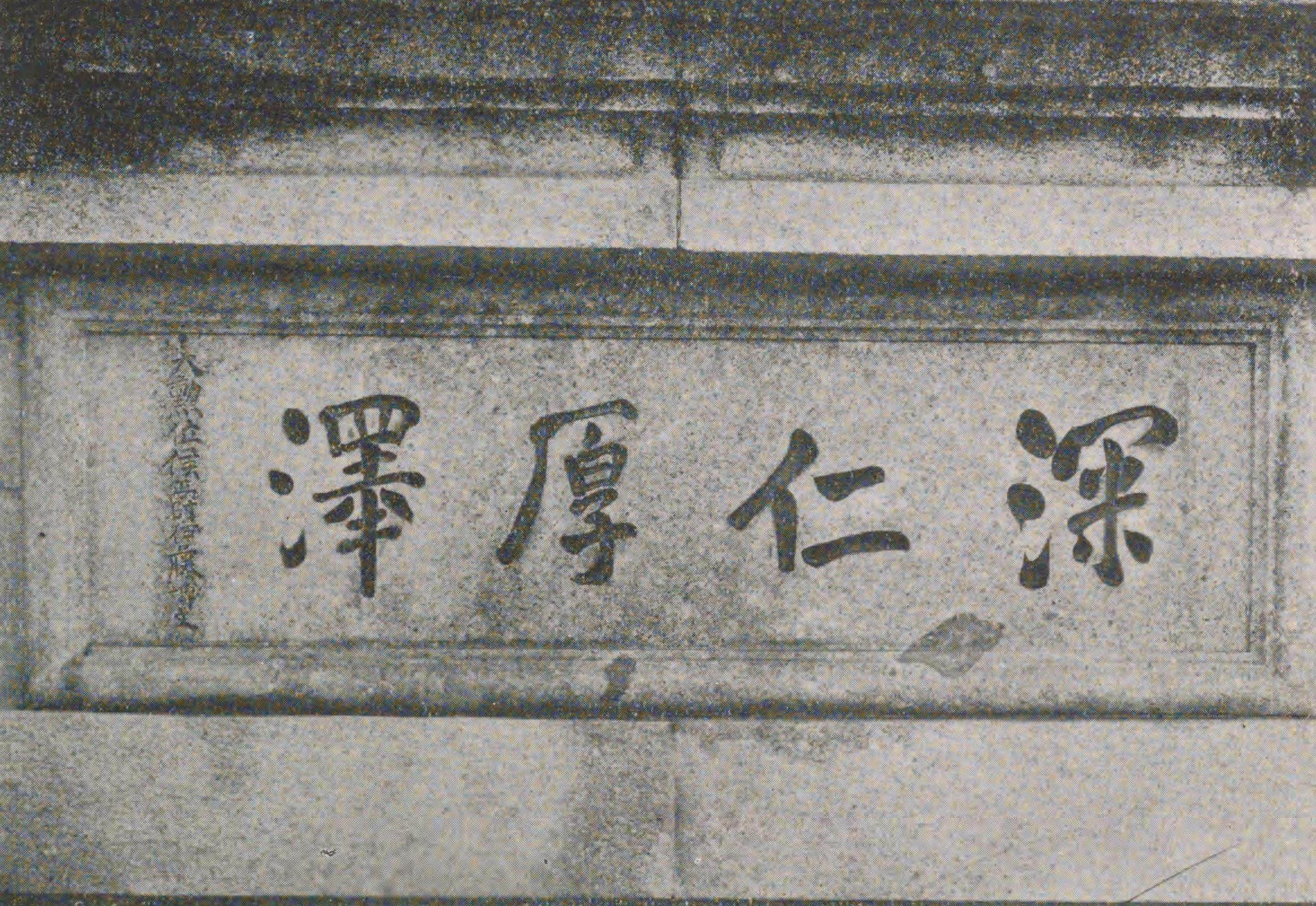
伊藤書「深仁厚澤」1930年代 。竣工当時送水ポンプ室正面に掲げられ、文字部分を金箔で処理されていた[30][33]。その字を前に賽銭を供え拝んだものがいたという話もある[33]。現在は水道資料館前に展示されている。ちなみに、「深仁（しんじん）」は中国の古言で"広大な仁徳"、「厚澤（こうたく）」は同じく古言で"無辺な水徳"を意味し、明治天皇の人徳と水辺の自然を表現している[30][33]。
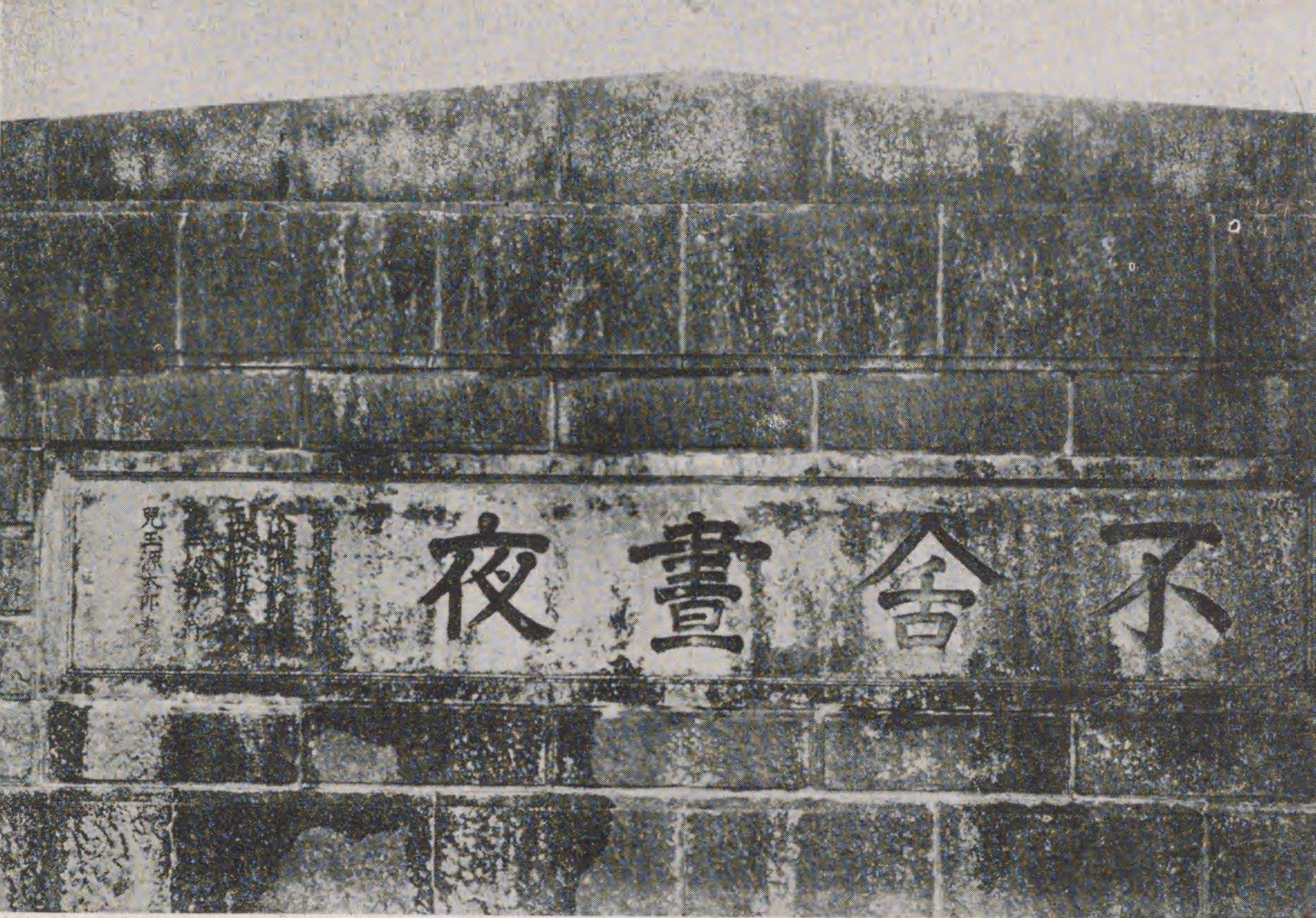
児玉書「不舎晝夜」（ふちゅうやちゅうや、ちゅうやをおかず）1930年代。竣工当時取水門の陸地側中央上部に掲げられた[34]。これも現在は水道資料館前に展示されている。ちなみにこれは"昼も夜も休みなく"を意味し、『論語』や『孟子』にも登場する有名な言葉である [34]。
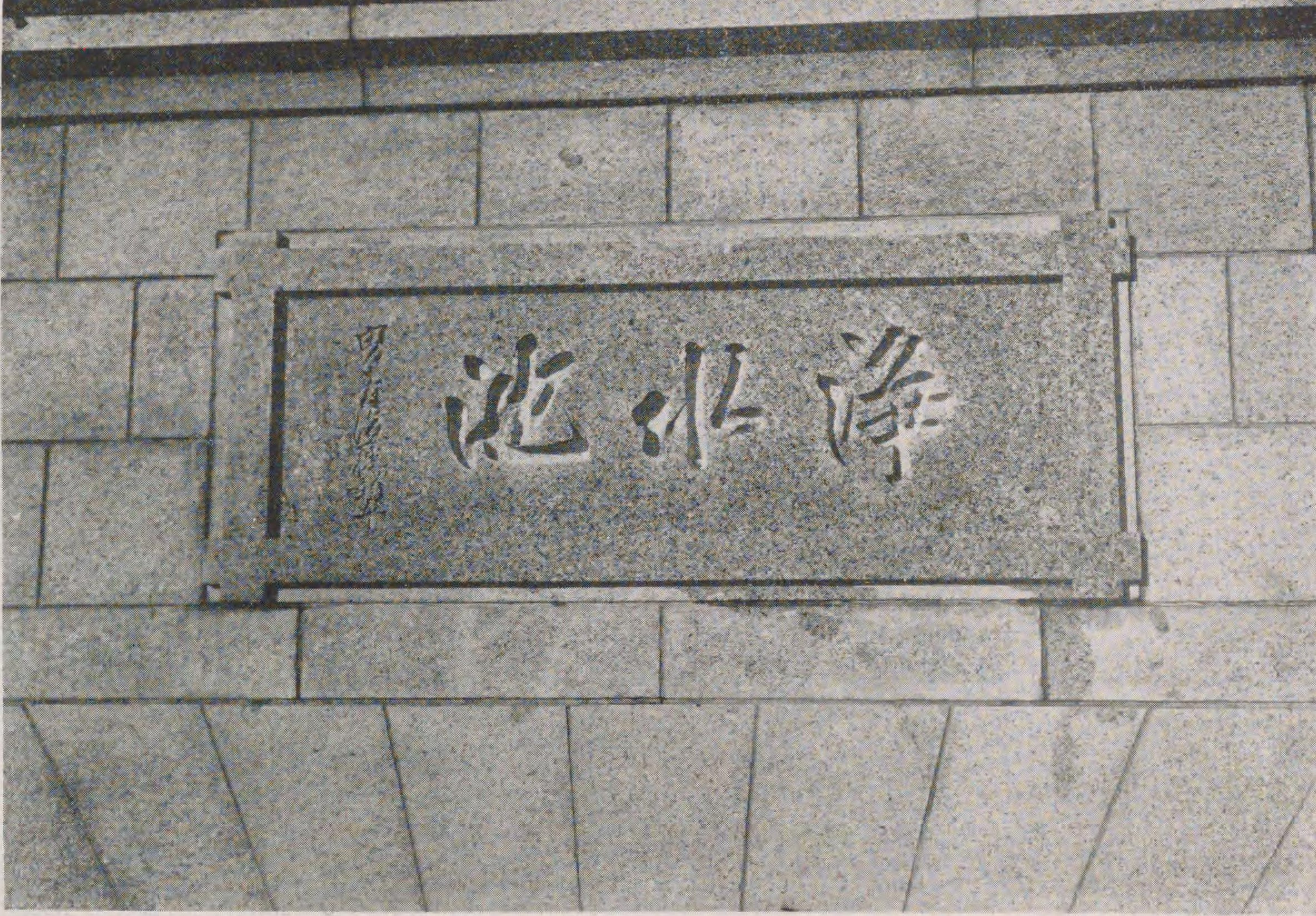
後藤書「浄水池」1930年代。配水池井上屋の正面出入口に現在も掲げられているが、左の2つと違いこちらは一般公開されていない。後藤は水道布設つまり日清戦争当時内務省衛生局で広島の公衆衛生環境に深く関わっており、後の1908年水道拡張工事の際に視察に訪れていた。これらのことは1931年（昭和6年）広島市編『広島市水道誌』その写真とともに掲載されている。

なお児玉と後藤は台湾における日本統治（児玉・後藤政治）において辣腕を振るっており、その2人の直筆がこの浄水場内に現存していることになる。

#### 軍用水道の遺構
浄水場竣工時に作られた軍用水道用の水道橋は2つ存在していた。
- その一つである広島駅前の猿猴川にかかっていた"猿猴橋水道橋"は、そもそも牛田配水池から日清戦争以降兵站拠点となった宇品港（広島港）を結ぶ水道管であり、原爆投下により被爆した被爆建造物でもあった[35]。その配水管には「MEIJI30」の文字と星や軍刀のマークが刻印されている[35]。ただ老朽化により撤去され、一部が猿猴橋辺り、もう一つが当浄水場内の水道資料館にモニュメントとして保存されている[35]。
- もう一つは牛田の京橋川にかかっている"神田橋水道橋"であり、当時旧日本軍の拠点であった広島城を結んでいた水道管であった。こちらは現地に今も存在しているが、橋脚自体が戦前のものと変えられていることから架け替えが行われている。なおこちらは看板やモニュメント等で説明がされていない。

また、広島城本丸に"桜の池"と呼ばれるコンクリートで作られた池の跡がある。これは軍用水道敷設を記念して作られたものであり、現在も残る軍用水道ゆかりの遺構である。

## 周辺
周りは祇園新道建設や1994年アジア競技大会を機に公共施設が整備され、東区スポーツセンター及び広島市総合屋内プール（ビッグウェーブ）といった屋内スポーツ施設や公園、公民館が立ち並ぶ。最寄りの駅はアストラムライン牛田駅。
周辺が陸軍省用地だったころの名残で、敷地の南側に工兵橋が現存している。

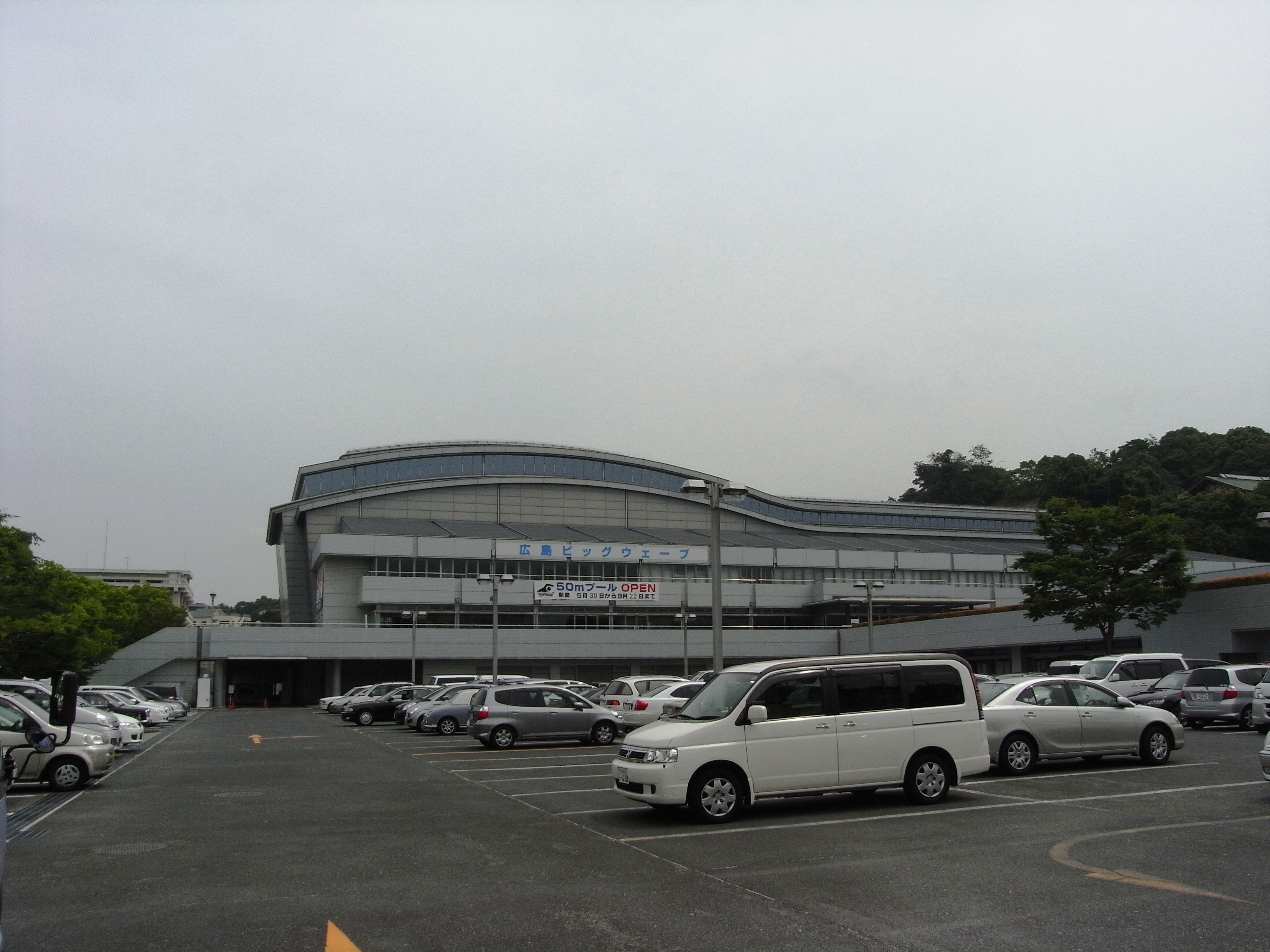
ビッグウェーブ
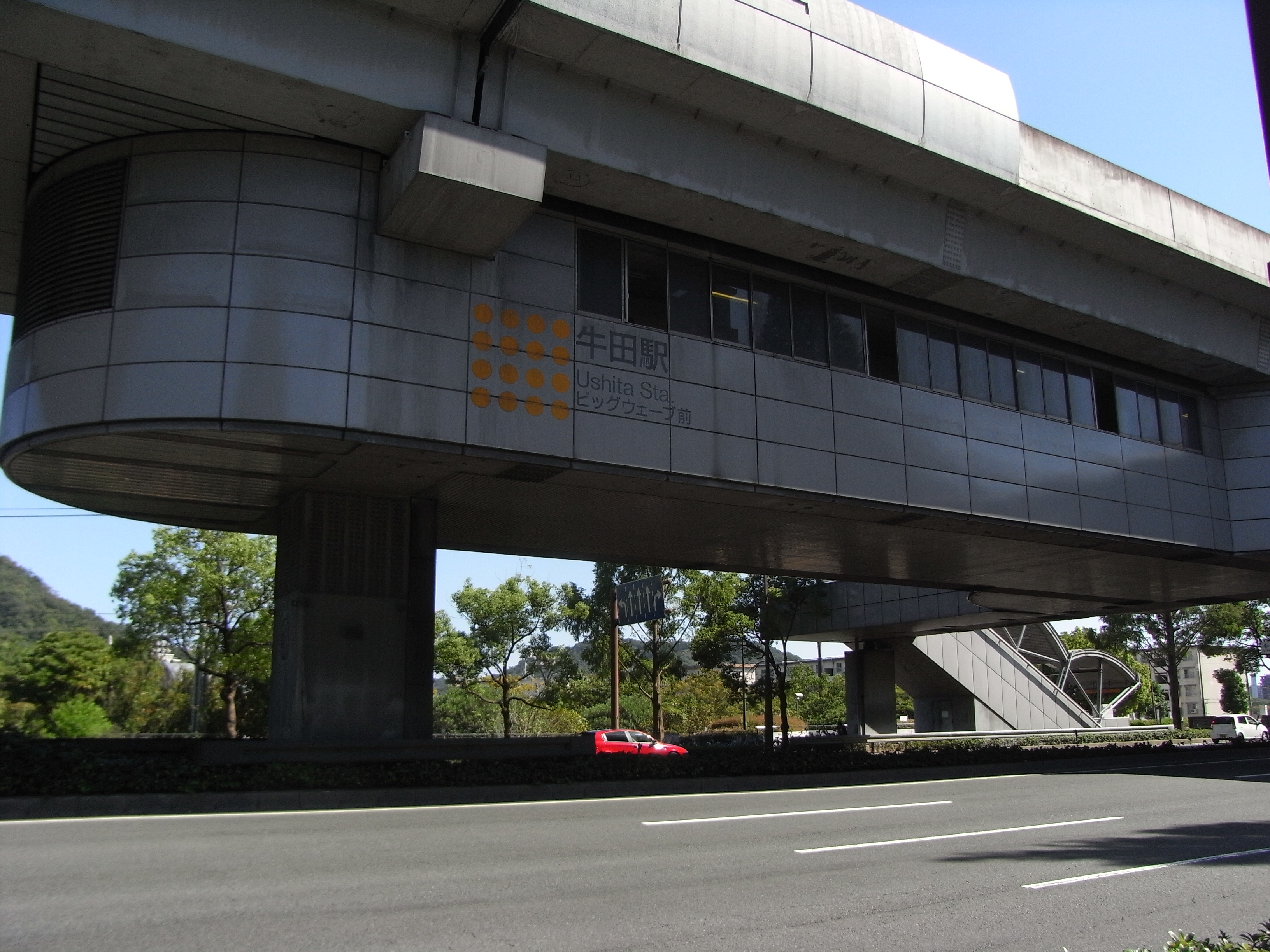
牛田駅
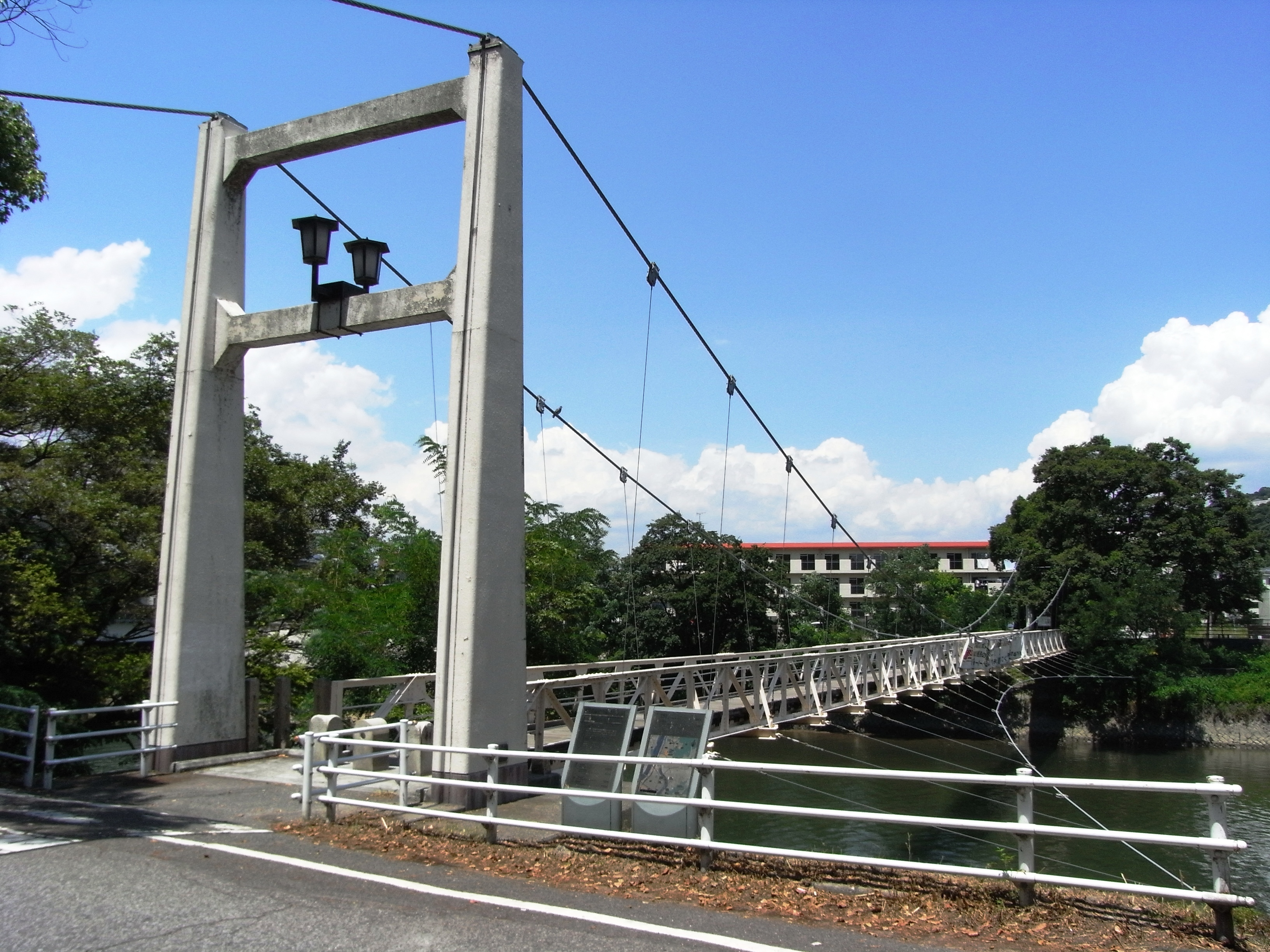
工兵橋

## 交通
以下水道資料館公式に記載されているものを列挙する。
- 広島高速交通広島新交通1号線（アストラムライン）
  - 牛田駅下車
- バス
  - 「東区スポーツセンター入口」バス停下車
  - 「東区スポーツセンター前」バス停下車

## 参考資料
- 中島工学博士記念事業会『日本水道史』（PDF）（原著1927年）、564-569頁。2013年4月13日閲覧。
- 陸軍省『臨時広島軍用水道布設部報告』1899年。2014年2月19日閲覧。
- 広島市『広島市水道誌』1931年。2014年2月20日閲覧。
- “平成24年度版水道事業年報” (PDF).   広島市水道局. 2013年4月14日閲覧。
- “事業概要/主要浄水場”.   広島市水道局. 2013年4月14日閲覧。
- “広島市水道の歩み”.   広島市水道局. 2013年4月13日閲覧。
- “歴史編（明治～大正）”.   広島市水道局. 2013年4月13日閲覧。
- 広島市『広島原爆戦災誌』（PDF）（改良版）、2005年（原著1971年）。2013年4月14日閲覧。
- “牛田浄水場（うしたじょうすいじょう）”.   NHK広島. 2013年4月14日閲覧。